# رونی بیرمان
رونی بیرمان (هلندی: Ronny Bierman; ۱۲ ژوئیهٔ ۱۹۳۸ – ۳ فوریهٔ ۱۹۸۴) خواننده اهل هلند بود.